# Chiang Fang-liang
Faina Chiang Fang-liang (en chinois simplifié : 蒋方良 ; en chinois traditionnel : 蔣方良 ; en pinyin : Jiǎng Fāngliáng ; en russe : Faina Vakhreva), née le 15 mai 1916 à Orcha, dans l'Empire russe, aujourd'hui en Biélorussie, et Morte le 15 décembre 2004 à Taipei, fut la femme du président Chiang Ching-kuo et a été la première dame de la république de Chine (Taiwan) de 1978 à 1988.